# Dialetto valtellinese
Il dialetto valtellinese (in lombardo: valtelin) è un dialetto appartenente alla variante occidentale della lingua lombarda.
È parlato nella città di Sondrio e nella Valtellina, che corrisponde alla maggior parte della provincia di Sondrio.

## Correlazione con altri dialetti
A motivo della vasta area geografica in cui si colloca il valtellinese, pur appartenendo al lombardo occidentale, ha tuttavia alcuni elementi in comune anche con il lombardo orientale, nonché alcuni influssi dal romancio della vicina Svizzera. Il dialetto attuale dunque, pur possedendo una base linguistica comune in pressoché tutta la Valtellina, non può essere catalogato come uniforme in tutta la valle, ma vi sono prestiti linguistici dalle aree confinanti, che danno luogo a diverse varianti locali.

### Varianti
L'epicentro del dialetto valtellinese è la città di Sondrio. Nella fascia della Valtellina compresa fra Tirano ad est, e Morbegno a ovest, è parlato un dialetto che sostanzialmente è quello del capoluogo, mentre oltrepassati questi due paesi, vi sono mutamenti molto marcati: nella zona di Morbegno e della bassa Valtellina, è parlata la variante talamonese ed emergono gli influssi del dialetto chiavennasco e del dialetto comasco dell'alto lago di Como; nella zona di Tirano e dell'alta Valtellina invece, vi sono influenze del lombardo orientale. Vi è poi un numero elevato di varianti locali nelle valli laterali della Valtellina, come ad esempio la Val Masino, la Val Malenco, la Val Gerola, dove le differenze di lessico fra paese e paese sono molteplici, sviluppatesi a causa delle non facili possibilità di frequentazione nei secoli passati, soprattutto nelle valli più isolate.
Di seguito si riporta l'incipit della parabola del figliol prodigo tradotto in alcuni dialetti della zona.
- L'Abriga: An òm al gh'aua dù fiöi. Al pü gióan, al dis al pai: "pai, dam sübit la part da roba ca ma spèta". Ilóra al pai al diuit la sustanza tra i du fiöi. Póch dì dopu, al fiól pü gióan, ramat scià li söi robi, al partiss an paes luntà e ilò al mangia fò tüt an bagórdi.
- Tej: Un òm el gh'ha avüt dü s'ciet. El piü piscén el gh'ha dicc al pà: “Pà, dem el cò de la ruba che 'm tuca!”. E 'l gh'ha spartit sü a lur la roba. E miga dopu tancc dì, ramat scià tüt, el s'ciet piü piscén l'è fügit ni paes luntà, e gliò l'ha majat el facc sö cul viv a l'ingranda e da purscièl.
- Muntagna: Un cert òm al gh'ha abüt dü fiö. El ciü piscén de 'sti dü l'ha dicc al pà: “Dèm la ròba che me ven!”. El pà al gh'ha dacc quel che ghe pertucava de sò parti. Da ilò a poch dì, ramat scià tücc i robi che 'l gh'aveva, el ciü giuven l'è andacc per i pais luntan, e a fà la baraca l'ha majati in poch temp tüt el facc sò.
- Albusagia: In òm al gh'eva du fioi. El piü pisen al gh'ha dicc al pai: “Dem la mia part de quel ch'um vee del fat mè!” E lü l'ha facc la divisiù in tancc culundèi de la roba. E dailò a poch dì, ul fiöl piü pisèn l'ha tucc el fat sò, e pò l'è caminat ja luntà en gliün pais, e l'ha facc andà iscì cun tüt li cumpagnii cativi a l'usteria.[3]
- Gros: Al gh'è stàcc un òmen che 'l gh'eva doi matèi; Al più piscén l'ha dicc al pà: “Pà, dèm la mìa part de quel che el' me tóca!”. E lu al gh'ha parti fo la roba. Dopo un po de temp, al più gióen l'ha ramascià tut quel che 'l gh'eva e pé l'é andàcc int en paés luntàn e ilò l'ha maià fo tut al se coo, a viver iscì de lingera e andar a badènt.